# Schlitzverschluss
Der Schlitzverschluss (engl. focal-plane shutter) ist – neben dem Zentralverschluss – eines der zwei im Fotoapparatebau gebräuchlichen Konstruktionsprinzipien für den Verschluss. Der Schlitzverschluss befindet sich unmittelbar vor dem Film oder Bildsensormodul im Kameragehäuse.

## Funktionsweise

Durch den zeitlichen Abstand zwischen 1. und 2. Verschlussvorhang kann der Schlitzverschluss einen weiten Bereich von Belichtungszeiten abdecken.

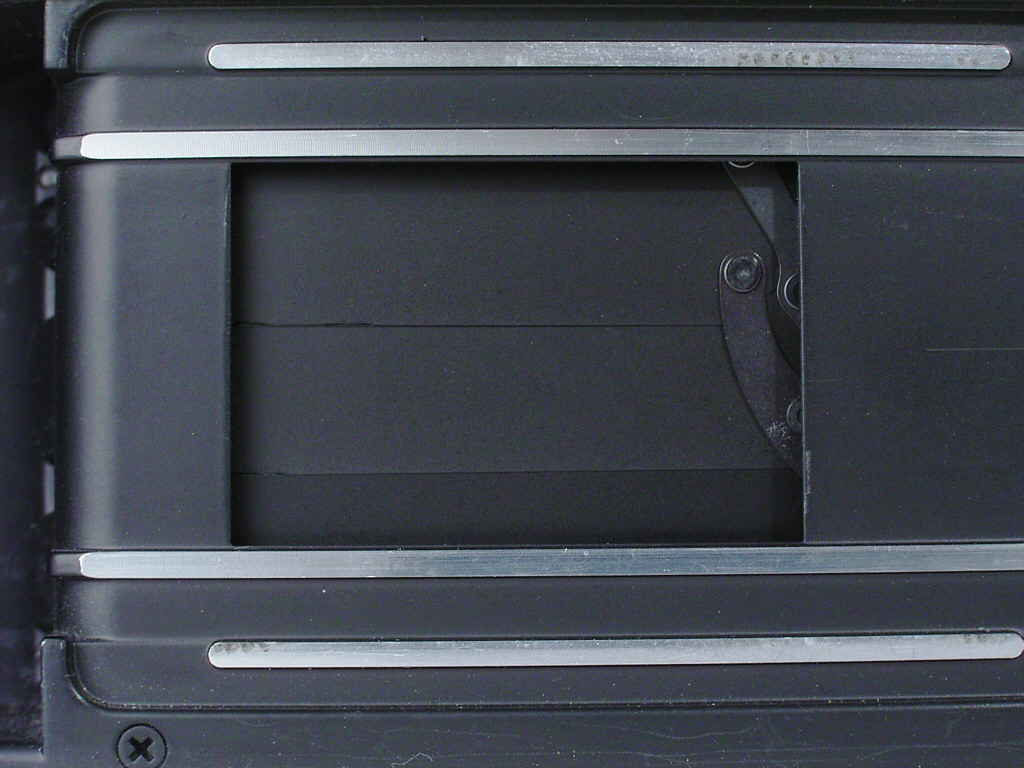
Metalllamellenschlitzverschluss

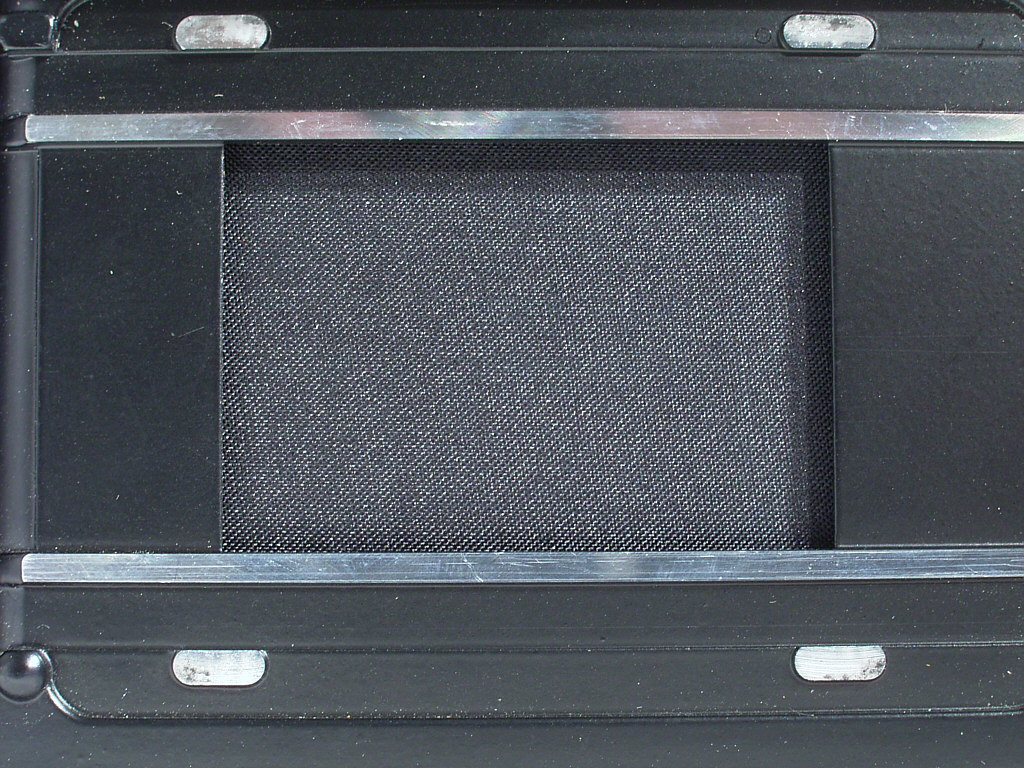
Tuchschlitzverschluss

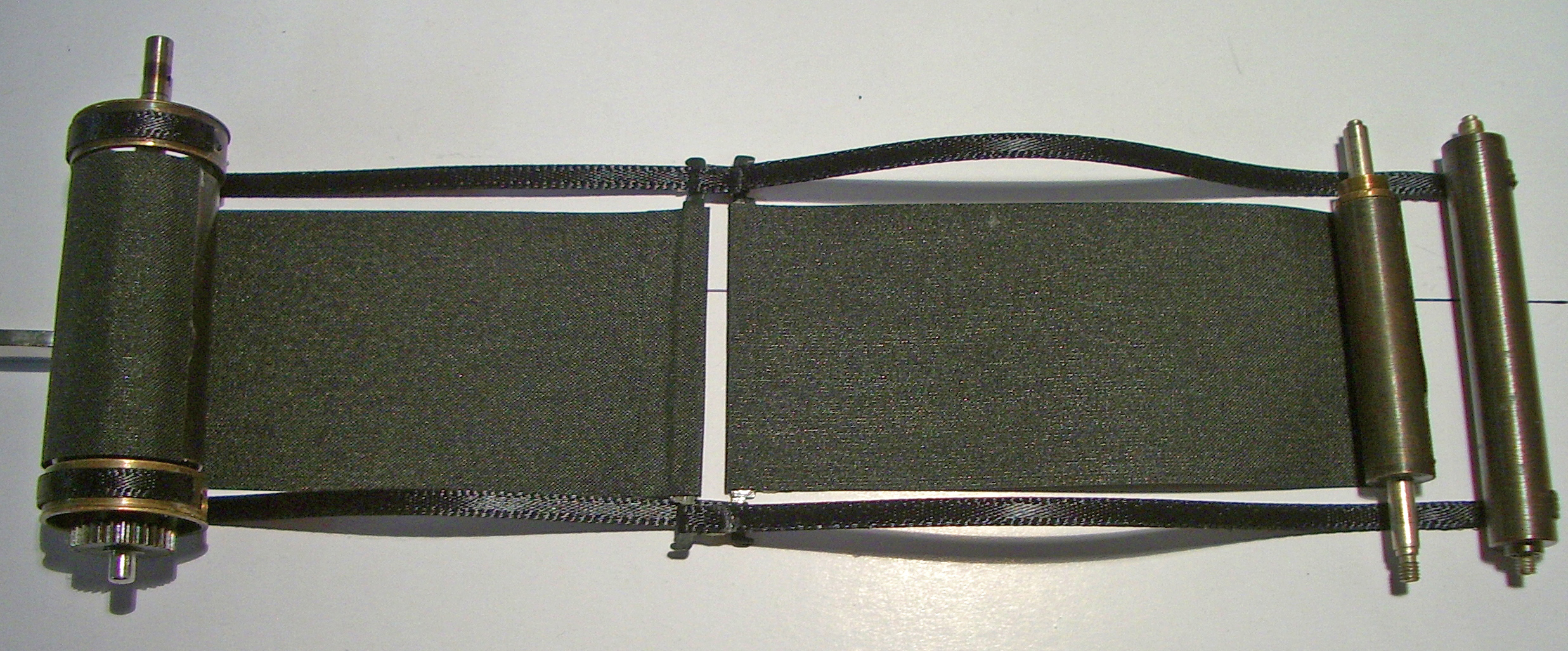
Verschlusstücher mit Steuerwalze und Spannrollen einer Zorki 1c

Der Schlitzverschluss wird durch zwei Jalousien, auch Verschlussvorhänge genannt, gebildet. Die Vorhänge bewegen sich je nach Konstruktion entweder beide waagerecht oder beide senkrecht. Nach der Auslösung öffnet sich der erste Vorhang und gibt den Sensor oder Film zur Belichtung frei. Ist die gewünschte Belichtungszeit erreicht, deckt der zweite Vorhang den Film wieder ab, indem er dem ersten Vorhang in der Bewegung folgt. Bei kurzen Belichtungszeiten folgt der zweite Vorhang so schnell dem ersten Vorhang, dass zu keinem Zeitpunkt der gesamte Sensor oder Film  zur Belichtung freigegeben wird. Vielmehr bewegt sich ein aus beiden Vorhängen gebildeter Schlitz über den Sensor oder Film. Unterschiedliche Bereiche des Sensors oder Films werden so zu unterschiedlichen Zeitpunkten belichtet.
Für die Jalousien wird sehr unterschiedliches Material verwendet, wie zum Beispiel gummiertes Gewebe, Titanfolie (jeweils als Tuchverschluss bezeichnet). In einigen Verschlüssen wird der jeweilige Vorhang durch mehrere überlappende Metalllamellen gebildet, wobei die Bewegung bei zusammenhängenden Lamellen aufrollend oder bei modernen Konstruktionen linear erfolgen kann. Bei den ersten Ausführungen der EXA hatte der Spiegel die Funktion des ersten Vorhanges (Klappverschluss). Dadurch war allerdings die Belichtungszeit auf 1/175 s begrenzt.
Die Belichtungszeit wird entweder rein mechanisch oder elektromechanisch mit Hilfe elektronischer Zeitgeber gebildet.

## Geschichte
Der Schlitzverschluss, anfänglich „Momentverschluss“ genannt, wurde  von dem Fotografen Ottomar Anschütz entwickelt und 1888 patentiert. Die Berliner Optische Anstalt C. P. Goerz präsentierte 1890 mit der „Goerz-Anschütz-Moment-Camera“ die weltweit erste Schlitzverschlusskamera.

## Vor- und Nachteile
Gegenüber dem Zentralverschluss ist der Schlitzverschluss besser geeignet, um sehr kurze Belichtungszeiten zu realisieren. Spiegelreflexkameras erreichen Verschlusszeiten von 1/16000 Sekunden und kürzer. Der Film wird dabei durch den nahe der Filmebene ablaufenden Vorhang gleichmäßig belichtet, während es beim Zentralverschluss bei falscher Positionierung im Strahlengang oder fehlerhafter Ansteuerung zu geringerer Belichtung am Bildrand kommen kann.
Für Spiegelreflexkameras mit Wechselobjektiven hat sich der Schlitzverschluss aufgrund der bauartbedingten Vereinfachung in den verschiedenen Formen durchgesetzt.
Wird bei der Spiegelreflexkamera ein im Objektiv integrierter Zentralverschluss verwendet, verteuert sich die Ausrüstung bei Verwendung mehrerer Objektive erheblich. Der Film muss außerdem während des Objektivwechsels durch den Spiegel oder einen Hilfsverschluss abgedeckt bleiben, was eine gewisse Sorgfalt bzw. einen zusätzlichen Aufwand bedeutet. Ein Schlitzverschluss kann dagegen leicht in das Kameragehäuse integriert werden, ohne den Brennweitenbereich am unteren Ende zu beschränken.
Bei der Voigtländer Bessamatic (Kleinbild-Spiegelreflexkamera mit Zentralverschluss und Wechselobjektiven, gebaut 1958–69) oder auch bei der Pentina, gebaut bei Pentacon Dresden von 1961 bis 1965, wählte man eine andere Möglichkeit: Der Zentralverschluss war im Kameragehäuse integriert und hat die kürzeste Brennweite der Objektive auf 35 mm begrenzt. Diese Konstruktion nennt man auch Hinterlinsenverschluss.
Bei anderen Produkten (Zeiss Ikon Contaflex, frühe Kodak Retina Reflex) verblieb sogar der hintere Teil der Optik samt Verschluss im bzw. am Gehäuse, lediglich die vordere Objektivgruppe konnte ausgetauscht werden. Durch verschiedene Kombinationen des im Gehäuse verbleibenden Grundobjektives mit den unterschiedlichen Vorsätzen waren trotz der etwas eingeschränkten optischen Konstruktion unterschiedliche Brennweiten möglich, im Telebereich bis zu 135 mm. Diese Bauart nennt man Satzobjektiv.
Einige Panoramakameras nutzen die Schlitzblende, die als Sonderform eines Schlitzverschlusses angesehen werden kann.
Bei bewegten Objekten führt die Tatsache, dass nicht die gesamte Bildfläche auf einmal belichtet wird, sondern der Schlitz über das Bild wandert, durch den Rolling-Shutter-Effekt zu geometrischen Verzerrungen. Die Stärke dieser Verzerrungen hängt von der Winkelgeschwindigkeit, von der Bewegungsrichtung relativ zur Bewegungsrichtung des Schlitzes, von der Belichtungszeit und von der Breite des Schlitzes ab. Der Effekt kann sowohl störend sein als auch, in seltenen Fällen, künstlerisch benutzt werden.

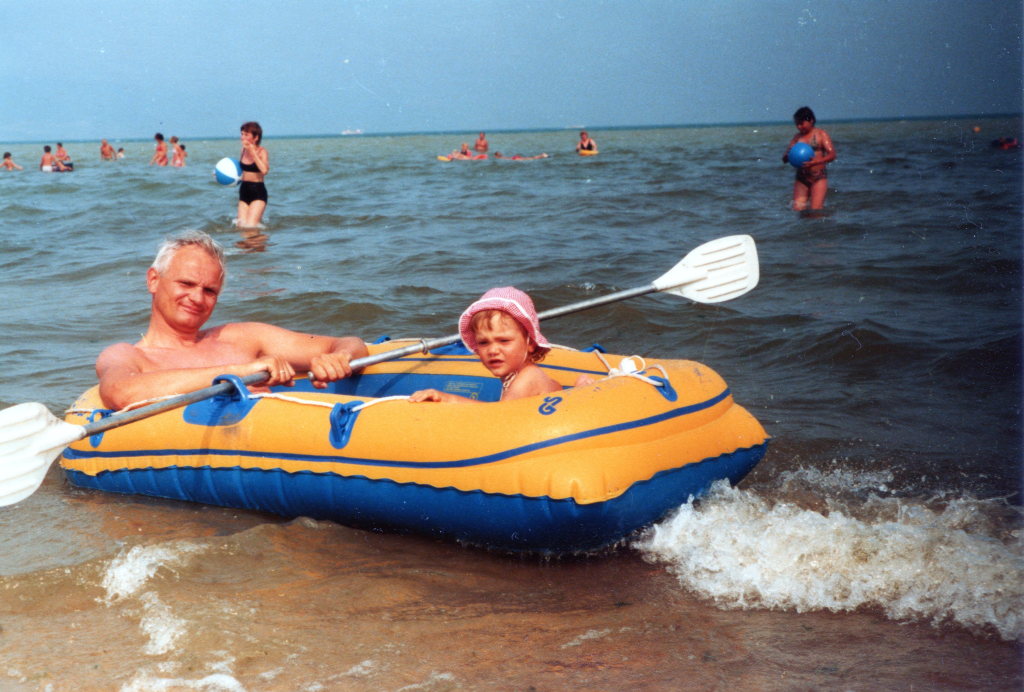
Rechter Bildrand unterbelichtet durch Schlitzverschlussfehler

Das Nacheinander der Belichtung wirft das Problem auf, dass sich während der Aufnahme die Blendenöffnung oder die Belichtungszeit ändert. Bei gestörter Technik läuft der erste Verschlussvorhang los, bevor die Springblende die Arbeitsblende erreicht hat: das Bild wird in diesem Teil überbelichtet. Durch manuelles Schließen der Blende vor der Aufnahme lässt sich dieser Fehler vollkommen beseitigen. Ebenso kann der erste Verschlussvorhang dem zweiten davonlaufen (zunehmende Überbelichtung), oder der zweite kann den ersten einholen (zunehmende Unterbelichtung).
Die drei Fehlereffekte werden mit abnehmender Verschlusszeit deutlicher.

## Verwendung von Blitzlicht

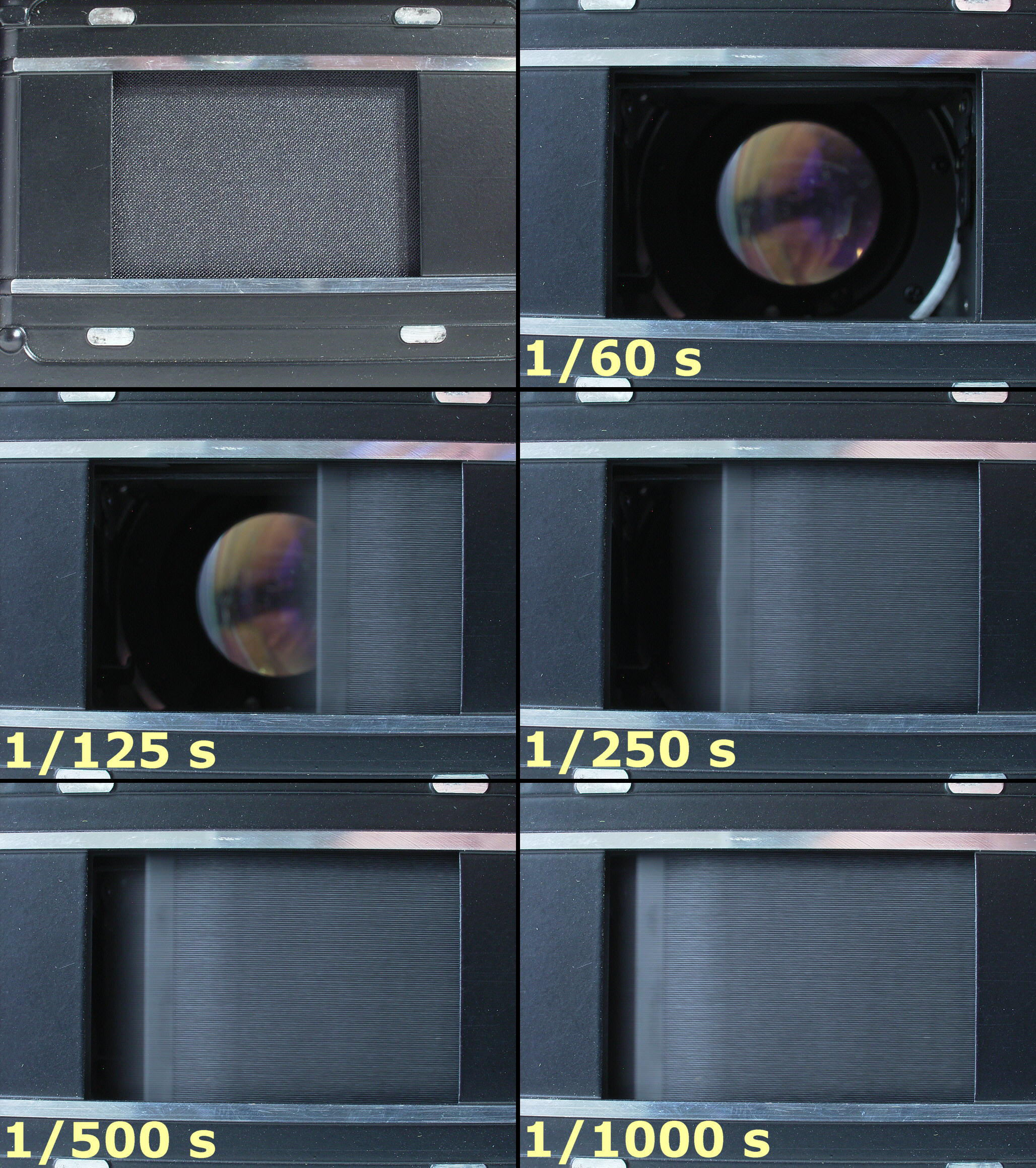
Ein Schlitzverschluss mit einer kürzesten X-Synchronisationszeit von 1/60 s

Problematisch erweist sich der Schlitzverschluss bei Blitzaufnahmen mit kurzer Belichtungsdauer. Jede Kamera mit Schlitzverschluss hat eine bestimmte kürzeste Blitzsynchronzeit, die im Kleinbildformat typischerweise zwischen 1/60 und 1/250 Sekunden liegt. Wird dieser kamera- bzw. verschlussabhängige Wert unterschritten, gibt es keinen Zeitpunkt, zu dem das gesamte Bild auf einmal belichtet wird.
Da die Leuchtdauer eines modernen Blitzlichtes wesentlich kürzer ist, ist es somit nicht möglich, mit einem einzigen Blitz ein Bild gleichmäßig auszuleuchten, wenn die Verschlusszeit die kürzeste Blitzsynchronzeit unterschreitet. Die Folge ist eine ungleichmäßige Ausleuchtung des Bildes mit dunklen Streifen.
Einige spezielle Blitzgeräte sind in der Lage, stroboskopartig eine schnelle Folge von Blitzen abzugeben, so dass auch kürzere Belichtungszeiten mit Blitz möglich sind. Bei alten, langsam abbrennenden pyrotechnischen Blitzen (Blitzlichtbirnen) kann unter Umständen eine kürzere Zeit genutzt werden, wenn der komplette Schlitzdurchlauf durch die effektive Brenndauer abgedeckt wird. Die Blitzstärke reduziert sich dabei jedoch und muss gesondert berechnet werden.
Belichtungszeiten, die länger als die kürzeste Blitzsynchronzeit sind, bereiten keine Probleme bei der Blitzlichtverwendung.
Bei vielen Kameras lässt sich wählen, ob der Blitz mit dem ersten oder mit dem zweiten Verschlussvorhang synchronisiert ausgelöst wird (eine Auslösung genau in der Mitte bietet zurzeit keine Kamera). Die Synchronisation mit dem zweiten Verschlussvorhang erzeugt bei der Ablichtung beweglicher Objekte einen Schweif (beispielsweise Rücklichter eines Autos in der Nacht), der die Bewegung betont, da das Objekt erst am Ende der Belichtung durch den Blitz eingefroren und richtig sichtbar wird. Synchronisation mit dem ersten Verschlussvorhang erzeugt ebenfalls einen Schweif, der jedoch in die falsche Richtung zu zeigen scheint – das Objekt wurde ja schon am Anfang der Belichtungszeit eingefroren. Bei der P-TTL-Blitzmethode mit Vorblitz verlängert die Synchronisation auf den zweiten Verschlussvorhang die Zeitspanne zwischen Vorblitz und Hauptblitz um die Belichtungszeit und verstärkt damit das Blinzeln durch die Blendwirkung des Vorblitzes. Beim klassischen TTL-OTF-Blitzen ohne Vorblitz beeinflusst die Reaktion des Motivs (zum Beispiel in der Tierfotografie) die resultierende Aufnahme auch bei Blitzsynchronisation auf den zweiten Verschlussvorhang nicht, weil die Aufnahme unmittelbar nach dem Blitz bereits abgeschlossen ist.